# Taq-polymerase
Taq-polymerase (ofte forkortet med Taq pol) er en termostabil DNA-polymerase navngivet efter den termofile bakterie Thermus aquaticus, fra hvilken den oprindeligt blev isoleret af Thomas D. Brock i 1965. Taq pol anvendes ofte i PCR.
T. aquaticus er en bakterie, der lever i varme kilder, hvorfor dens proteiner er termostabile. Heriblandt Taq-polymerasen, der blev identificeret som værende i stand til at klare de proteindenaturerende betingelser (høj temperatur), der behøves for at gennemføre flere cykler i polemeriseringsmetoden PCR. Derfor erstattede den DNA-polymerasen fra E. coli, som tidligere blev anvendt i PCR. Taq pols temperaturoptimum for aktivitet er 75-80 °C, med en halveringstid på 9 minutter ved 97,5 °C, og den kan replikere en DNA-streng på 1000 basepar på under 10 sekunder ved 72 °C.
En af ulemperne ved Taq pol er dens lave nøjagtighed i inkorporeringen af baser. Den mangler en 3' til 5' exonuklease korrekturaktivitet, hvilket betyder, den ikke kan fjerne fejlinkorporerede nukleotider, mens dens fejlrate er målt til omkring 1 per 9000 nukleotider. Nogle andre termostabile DNA-polymeraser, der besidder en korrekturaktivitet, er blevet isoleret fra andre termofile bakterier og archaea, så som Pfu-polymerase, og disse bruges nu i stedet for (eller i kombination med) Taq pol for en amplifikation med større nøjagtighed.
Taq pol laver DNA-produkter, der har A-overhæng i deres 3'-ender. Dette kan være nyttigt i TA-kloning, hvor en kloningsvektor (eksempelvis et plasmid), der har et 3'-T-overhæng, bruges, hvormed A-overhænget i PCR-produktet komplementeres og således gør ligering af PCR-produktet ind i plasmidvektoren.